# Philippe Prette

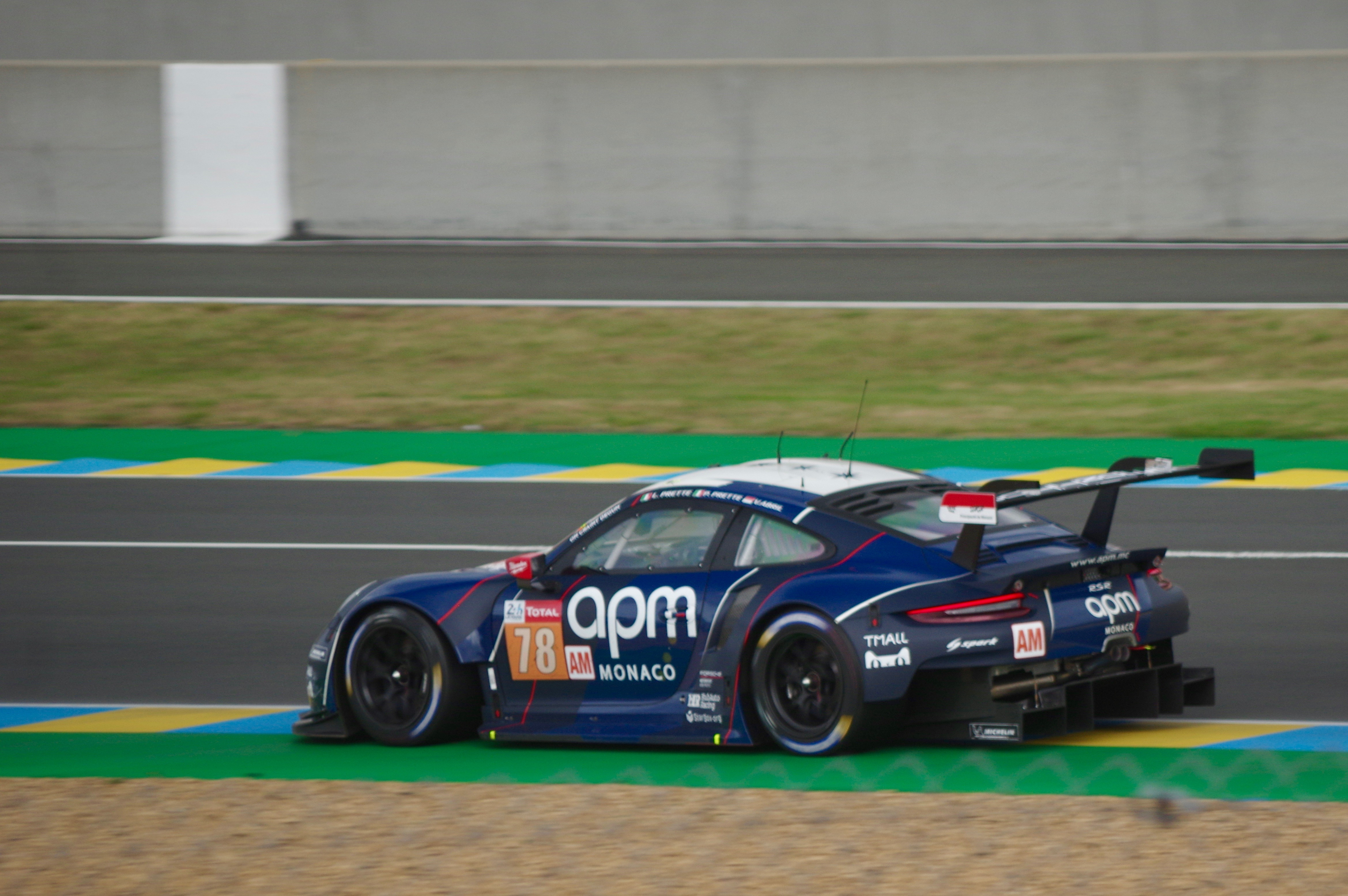
Der Porsche 911 RSR von Louis Prette, Philippe Prette und Vincent Abril beim 24-Stunden-Rennen von Le Mans 2019

Philippe Joseph Pierre Prette (* 19. März 1964 in Marseille) ist ein italienischer Unternehmer und Autorennfahrer monegassischer Herkunft. Er ist der Vater von Louis Prette.

## Karriere als Rennfahrer
Philippe Prette bestritt das Gros seiner Rennen als vermögender Amateur-Rennfahrer. Sein Hauptbetätigungsfeld war die Ferrari Challenge, in der er viele Jahre aktiv war und deren Saison 2011 er hinter dem Duo Jean-Marc Bachelier/Yannick Mallégol als Gesamtzweiter beendete. Eine Platzierung, die er 2013 in der Asia-Pacific-Meisterschaft dieser Rennserie und 2014 beim Weltfinale wiederholen konnte.
Nachdem er in den Jahren 2017 bis 2019 dreimal in Folge die Asia-Pacific-Challenge gewonnen hatte, erreichte er eine Teilnahme beim 24-Stunden-Rennen von Le Mans 2019. Gemeinsam mit seinem Sohn Louis und Vincent Abril steuerte er einen für ihn ungewohnten Porsche 911 RSR an die 36. Stelle der Gesamtwertung.

## Unternehmer
Philippe Prette ist Vorstandsvorsitzender des familieneigenen Mode- und Schmuckunternehmens APM Monaco.

## Statistik

### Le-Mans-Ergebnisse
| Jahr | Team               | Fahrzeug        | Teamkollege   | Teamkollege  | Platzierung | Ausfallgrund |
| ---- | ------------------ | --------------- | ------------- | ------------ | ----------- | ------------ |
| 2019 | Proton Competition | Porsche 911 RSR | Vincent Abril | Louis Prette | Rang 36     |              |